# Manmadhan Ambu
Pour plus de détails, voir Fiche technique et Distribution.
Manmadhan Ambu (மன்மதன் அம்பு) est un film indien réalisé par K. S. Ravikumar en 2010. Le trois rôles principaux sont interprétés par Kamal Haasan, Madhavan et Trisha Krishnan.

## Synopsis
Trois personnes doivent confronter leur passé pour stabiliser leurs relations amoureuses.

## Fiche technique
- Titre : Manmadhan Ambu
- Titre original : மன்மதன் அம்பு
- Réalisation : K. S. Ravikumar
- Scénario : Kamal Haasan
- Musique : Devi Sri Prasad
- Photographie : Manush Nandan
- Montage : Shan Mohammed
- Production : Udhayanidhi Stalin
- Société de production : Red Giant Movies
- Pays :  Inde
- Genre : Comédie dramatique
- Durée : 152 minutes
- Dates de sortie : 
  -  Inde : 23 décembre 2010

## Distribution
- Kamal Haasan : R. Mannar
- Madhavan : Madhan Gopal
- Trisha Krishnan : Ambujakshi - Ambu
- Sangeetha : Deepa
- Ramesh Aravind : Rajan
- Urvashi : Mallika
- Caroline Furioli : Juliet
- Oviya : Sunanda
- Usha Uthup : Indira